# Tomáš Kubalík
Tomáš Kubalík (* 1. května 1990, Plzeň) je český hokejový útočník hrající v týmu HC Schweinfurt (Oberliga).

## Úspěchy

### Individuální úspěchy
- Nejlepší střelec MS 18' (D1 A) – 2008
- Zvolen jedním ze tří nejlepších hráčů českého týmu na MSJ – 2010

### Kolektivní úspěchy
- Zlatá medaile z MS 18' (D1 A) – 2008

## Klubové statistiky
| Sezona        | Klub                       | Soutěž        | Základní část | Základní část | Základní část | Základní část | Základní část | Play off | Play off | Play off | Play off | Play off |
| Sezona        | Klub                       | Soutěž        | Z             | G             | A             | B             | TM            | Z        | G        | A        | B        | TM       |
| ------------- | -------------------------- | ------------- | ------------- | ------------- | ------------- | ------------- | ------------- | -------- | -------- | -------- | -------- | -------- |
| 2005-06       | HC Lasselsberger Plzeň 20' | ČEJ           | 5             | 1             | 2             | 3             | 6             | —        | —        | —        | —        | —        |
| 2006-07       | HC Lasselsberger Plzeň 20' | ČEJ           | 34            | 23            | 15            | 38            | 76            | 3        | 1        | 2        | 3        | 24       |
| 2006-07       | HC Lasselsberger Plzeň     | ELH           | 23            | 1             | 0             | 1             | 18            | —        | —        | —        | —        | —        |
| 2007-08       | HC Lasselsberger Plzeň 20' | ČEJ           | 22            | 8             | 13            | 21            | 50            | 5        | 1        | 3        | 4        | 22       |
| 2007-08       | HC Lasselsberger Plzeň     | ELH           | 20            | 2             | 1             | 3             | 8             | 1        | 0        | 0        | 0        | 0        |
| 2007-08       | HC Berounští Medvědi       | 1.ČL          | 6             | 0             | 0             | 0             | 0             | 1°       | 0°       | 0°       | 0°       | 2°       |
| 2008-09       | HC Lasselsberger Plzeň 20' | ČEJ           | 4             | 1             | 2             | 3             | 10            | —        | —        | —        | —        | —        |
| 2008-09       | HC Lasselsberger Plzeň     | ELH           | 32            | 1             | 1             | 2             | 64            | 17       | 1        | 0        | 1        | 8        |
| 2009–10       | Victoriaville Tigres       | QMJHL         | 58            | 33            | 42            | 75            | 95            | 16       | 4        | 10       | 14       | 8        |
| 2010–11       | Springfield Falcons        | AHL           | 76            | 24            | 29            | 53            | 43            | —        | —        | —        | —        | —        |
| 2010–11       | Columbus Blue Jackets      | NHL           | 4             | 0             | 2             | 2             | 0             | —        | —        | —        | —        | —        |
| 2011–12       | Springfield Falcons        | AHL           | 50            | 11            | 12            | 23            | 42            | —        | —        | —        | —        | —        |
| 2011–12       | Columbus Blue Jackets      | NHL           | 8             | 1             | 1             | 2             | 6             | —        | —        | —        | —        | —        |
| 2012–13       | Springfield Falcons        | AHL           | 54            | 14            | 6             | 20            | 50            | —        | —        | —        | —        | —        |
| 2012–13       | St. John's IceCaps         | AHL           | 10            | 0             | 3             | 3             | 10            | —        | —        | —        | —        | —        |
| 2013–14       | HC Lev Praha               | KHL           | 11            | 2             | 1             | 3             | 6             | 8        | 0        | 0        | 0        | 4        |
| 2014–15       | KalPa Kuopio               | SML           | 48            | 4             | 15            | 19            | 30            | 6        | 0        | 2        | 2        | 2        |
| 2015–16       | ERC Ingolstadt             | DEL           | 47            | 14            | 13            | 27            | 40            | 2        | 0        | 0        | 0        | 0        |
| 2016–17       | HC Slovan Bratislava       | KHL           | 18            | 1             | 3             | 4             | 6             | —        | —        | —        | —        | —        |
| 2016–17       | Vaasan Sport               | SML           | 19            | 1             | 5             | 6             | 6             | —        | —        | —        | —        | —        |
| ČEJ celkově   | ČEJ celkově                | ČEJ celkově   | 65            | 33            | 32            | 65            | 142           | 8        | 2        | 5        | 7        | 8        |
| 1. ČL celkově | 1. ČL celkově              | 1. ČL celkově | 6             | 0             | 0             | 0             | 0             | 1        | 0        | 0        | 0        | 2        |
| ELH celkově   | ELH celkově                | ELH celkově   | 75            | 4             | 2             | 6             | 90            | 18       | 1        | 0        | 1        | 8        |
| QMJHL celkově | QMJHL celkově              | QMJHL celkově | 58            | 33            | 42            | 75            | 95            | 16       | 4        | 10       | 14       | 8        |
| AHL celkově   | AHL celkově                | AHL celkově   | 190           | 49            | 50            | 99            | 145           | —        | —        | —        | —        | —        |
| NHL celkově   | NHL celkově                | NHL celkově   | 12            | 1             | 3             | 4             | 6             | —        | —        | —        | —        | —        |
| KHL celkově   | KHL celkově                | KHL celkově   | 29            | 3             | 4             | 7             | 12            | 8        | 0        | 0        | 0        | 4        |
| SML celkově   | SML celkově                | SML celkově   | 67            | 5             | 20            | 25            | 36            | 6        | 0        | 2        | 2        | 2        |
| DEL celkově   | DEL celkově                | DEL celkově   | 47            | 14            | 13            | 27            | 40            | 2        | 0        | 0        | 0        | 0        |

## Reprezentační statistiky
| 2007                          | Česko U18                     | MS 18'                        | 6  | 1  | 1  | 2  | 4   |
| 2008                          | Česko U18                     | MS 18' (D1 A)                 | 5  | 6  | 6  | 12 | 8   |
| 2009                          | Česko U20                     | MSJ                           | 6  | 0  | 2  | 2  | 4   |
| 2008                          | Česko U20                     | MSJ                           | 6  | 4  | 5  | 9  | 8   |
| Juniorská reprezentace celkem | Juniorská reprezentace celkem | Juniorská reprezentace celkem | 84 | 36 | 37 | 73 | 130 |